# Острова Кайман на зимних Олимпийских играх 2010
Каймановы Острова на зимних Олимпийских играх 2010 представлял один горнолыжник. Каймановы Острова впервые в своей истории участвовали в зимних Олимпийских играх.

## Результаты соревнований

### Горнолыжный спорт
Спортсменов — 1
Первым спортсменом в истории Каймановых Островов, который принял участие в зимних Олимпийских играх, стал горнолыжник Доу Трэверс, который при этом одновременно являлся и членом национальной сборной по регби. На этапах Кубка мира лучшим достижением в карьере Трэверса являлось 36-е место, завоёванное в 2009 году в слаломе. В Ванкувере Доу выступил в гигантском слаломе. После первой попытки Трэверс занимал 75-е место из 89-и финишировавших спортсменов. По итогам второй попытки Трэверсу удалось немного подняться в таблице и занять итоговое 69-е место.
| Соревнование      | Спортсмены  | Скоростной спуск/ 1 спуск | Слалом/ 2 спуск | Всего   | Место |
| ----------------- | ----------- | ------------------------- | --------------- | ------- | ----- |
| Гигантский слалом | Доу Трэверс | 1:29,39                   | 1:33,50         | 3:02,89 | 69    |